# 15e étape du Tour de France 2011
Pour un article plus général, voir Tour de France 2011.
La 15e étape du Tour de France 2011 s'est déroulée le dimanche 17 juillet 2011. Elle est partie de Limoux et arrivée à Montpellier. C'est le Britannique Mark Cavendish qui a remporté l'étape, sa quatrième victoire dans ce Tour de France. Le Français Thomas Voeckler garde la tête du classement général.

## Parcours
Contrairement aux étapes pyrénéennes précédentes et aux étapes alpines suivantes, le parcours de la 15e étape du dimanche 17 juillet est relativement plat. D'orientation ouest-sud-ouest/ est-nord-est, le tracé traverse les plaines fluviales et côtières des départements de l’Aude puis de l'Hérault. Avec une seule ascension : la Côte de Villespassans, 2,2 km à 4,6 % de catégorie 4. Après le sprint intermédiaire de Montagnac (Hérault) et le passage par Villeveyrac, les coureurs atteignent Montpellier par l'ouest à la sortie de Lavérune. Les dix derniers kilomètres se déroulent principalement dans l'unité urbaine de Montpellier, où l'altitude varie d'une vingtaine à une soixante-dizaine de mètres, entre collines et ponts routiers. Une fois le pont sur la Mosson franchi, les coureurs se dirigent vers les avenues Léon-Jouhaux et de la Liberté, puis par le quartier de La Paillade, longé par l'est et par les avenues de l'Europe, du Professeur-Blayac et de Louis-Ravas, passant à proximité du conseil général de l'Hérault. L'ultime virage à droite permet de rejoindre le contournement ouest de Montpellier depuis l'avenue Paul-Rimbaud jusqu'aux avenues de la Recambale et de Vanières. C'est sur cette dernière, à chaussées séparées, qu'est jugée l'arrivée de l'étape, aux environs du stade de rugby Yves-du-Manoir, là-même où avait lieu l'arrivée de la 4e étape du Tour de France 2009.

## Déroulement de la course

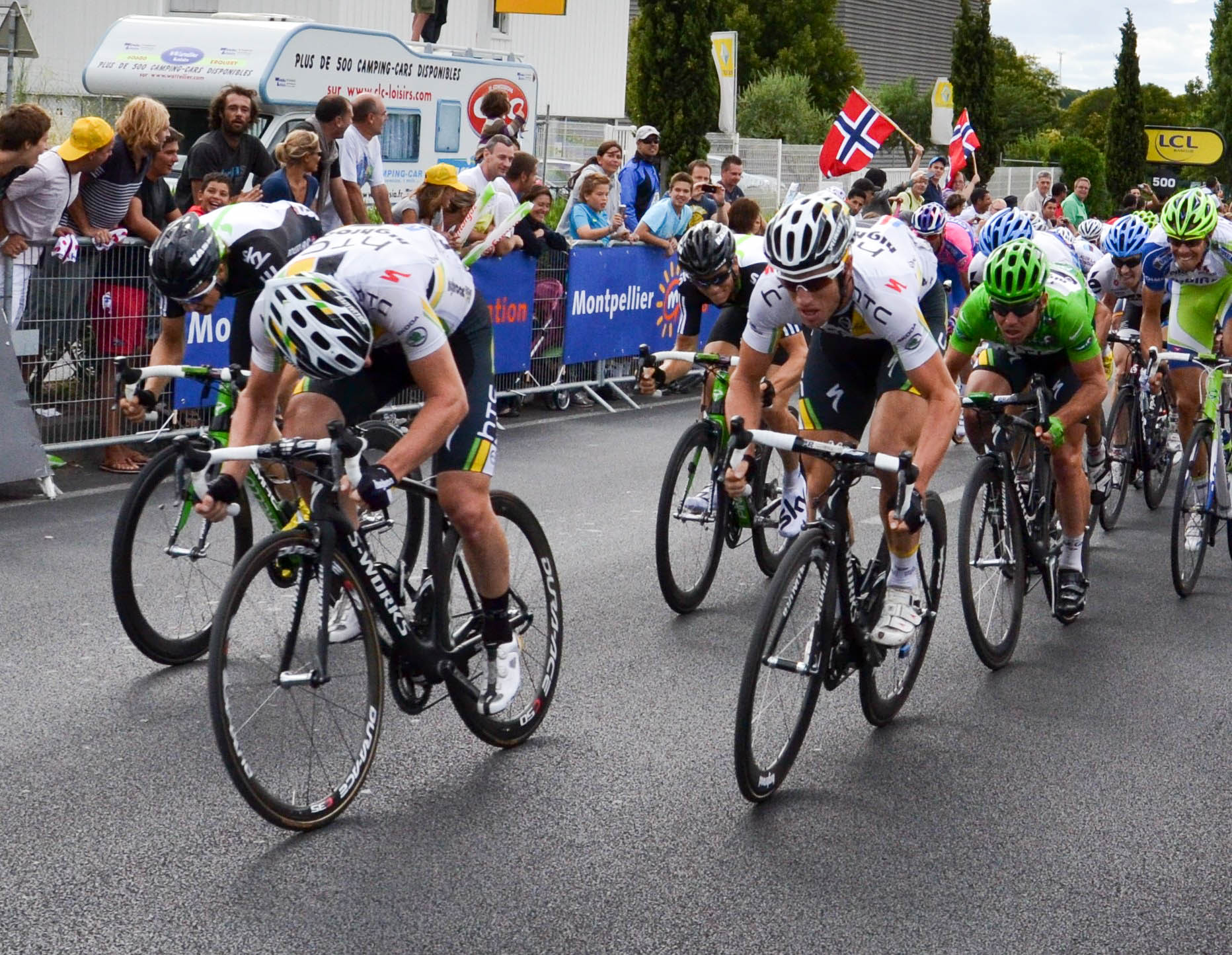
Préparation du sprint final pour Mark Cavendish (maillot vert), vainqueur de l'étape.

Une échappée part dès le kilomètre 2 à l'initiative du Français Mickaël Delage (FDJ) accompagné du Néerlandais Niki Terpstra (Quick-Step), des deux Français Samuel Dumoulin (Cofidis) et Anthony Delaplace (Saur-Sojasun) et du Russe Mikhail Ignatyev (Katusha), ce dernier passe en tête au sommet de la Côte de Villespassans (2,2 km à 4,6 %). Les cinq hommes de tête obtiennent un avantage maximal de 4 min 15 s au km 80. L’équipe HTC-Highroad du Maillot vert Mark Cavendish effectue le rapprochement avec l'échappée, ne leur laissant plus qu'une minute au sprint intermédiaire de Montagnac, remporté par  Mickaël Delage devant Samuel Dumoulin. Mark Cavendish y devance le peloton et ses deux rivaux à la course au Maillot vert, José Joaquín Rojas et Philippe Gilbert.
Mikhail Ignatiev lance une attaque à 22 km de l'arrivée, seul Niki Terpstra est en mesure de le suivre. Les trois coureurs français sont repris à 15 km de la ligne d'arrivée. Ignatiev abdique à 6 kilomètres, alors que le peloton est à 10 secondes, Terpstra poursuit seul à travers les rues de Montpellier. Il finit reprit à 3 km de la ligne par une attaque de Philippe Gilbert, qui finit rattrapé par le peloton également. Mark Cavendish surgit à 200 mètres de la ligne pour l'emporter à Montpellier devant Tyler Farrar et Alessandro Petacchi, grâce à un formidable travail de son équipe HTC-Highroad.

## Sprints
| Premier     | Mickaël Delage     | 20 pts. |
| Deuxième    | Samuel Dumoulin    | 17 pts. |
| Troisième   | Anthony Delaplace  | 15 pts. |
| Quatrième   | Mikhail Ignatyev   | 13 pts. |
| Cinquième   | Niki Terpstra      | 11 pts. |
| Sixième     | Mark Cavendish     | 10 pts. |
| Septième    | José Joaquín Rojas | 9 pts.  |
| Huitième    | Philippe Gilbert   | 8 pts.  |
| Neuvième    | Francisco Ventoso  | 7 pts.  |
| Dixième     | Mark Renshaw       | 6 pts.  |
| Onzième     | Bernhard Eisel     | 5 pts.  |
| Douzième    | Tony Martin        | 4 pts.  |
| Treizième   | Matthew Goss       | 3 pts.  |
| Quatorzième | Arnold Jeannesson  | 2 pts.  |
| Quinzième   | George Hincapie    | 1 pt.   |

| Premier     | Mark Cavendish      | 45 pts. |
| Deuxième    | Tyler Farrar        | 35 pts. |
| Troisième   | Alessandro Petacchi | 30 pts. |
| Quatrième   | Daniel Oss          | 26 pts. |
| Cinquième   | José Joaquín Rojas  | 22 pts. |
| Sixième     | Ben Swift           | 20 pts. |
| Septième    | Gerald Ciolek       | 18 pts. |
| Huitième    | Tony Gallopin       | 16 pts. |
| Neuvième    | Francisco Ventoso   | 14 pts. |
| Dixième     | Sébastien Hinault   | 12 pts. |
| Onzième     | Jimmy Engoulvent    | 10 pts. |
| Douzième    | Leonardo Duque      | 8 pts.  |
| Treizième   | André Greipel       | 6 pts.  |
| Quatorzième | Borut Božič         | 4 pts.  |
| Quinzième   | Tomas Vaitkus       | 2 pts.  |

## Côte
| - Côte de Villespassans, 4e catégorie (kilomètre 82,0) \| Premier \| Mikhail Ignatiev \| 1 pt. \| |                  |       |
| Premier                                                                                           | Mikhail Ignatiev | 1 pt. |

## Classement de l'étape
|    | Coureur             | Pays        | Équipe              | Temps | Temps           |
| -- | ------------------- | ----------- | ------------------- | ----- | --------------- |
| 1  | Mark Cavendish      | Royaume-Uni | HTC-Highroad        | en    | 4 h 20 min 24 s |
| 2  | Tyler Farrar        | États-Unis  | Garmin-Cervélo      |       | m.t.            |
| 3  | Alessandro Petacchi | Italie      | Lampre-ISD          |       | m.t.            |
| 4  | Daniel Oss          | Italie      | Liquigas-Cannondale |       | m.t.            |
| 5  | José Joaquín Rojas  | Espagne     | Movistar            |       | m.t.            |
| 6  | Ben Swift           | Royaume-Uni | Sky                 |       | m.t.            |
| 7  | Gerald Ciolek       | Allemagne   | Quick Step          |       | m.t.            |
| 8  | Tony Gallopin       | France      | Cofidis             |       | m.t.            |
| 9  | Francisco Ventoso   | Espagne     | Movistar            |       | m.t.            |
| 10 | Sébastien Hinault   | France      | AG2R La Mondiale    |       | m.t.            |

## Classement général
|    | Coureur          | Pays       | Équipe              | Temps | Temps            |
| -- | ---------------- | ---------- | ------------------- | ----- | ---------------- |
| 1  | Thomas Voeckler  | France     | Europcar            | en    | 65 h 24 min 33 s |
| 2  | Fränk Schleck    | Luxembourg | Leopard-Trek        | +     | 1 min 49 s       |
| 3  | Cadel Evans      | Australie  | BMC Racing          |       | 2 min 06 s       |
| 4  | Andy Schleck     | Luxembourg | Leopard-Trek        |       | 2 min 15 s       |
| 5  | Ivan Basso       | Italie     | Liquigas-Cannondale |       | 3 min 16 s       |
| 6  | Samuel Sánchez   | Espagne    | Euskaltel-Euskadi   |       | 3 min 44 s       |
| 7  | Alberto Contador | Espagne    | Saxo Bank-SunGard   |       | 4 min 00 s       |
| 8  | Damiano Cunego   | Italie     | Lampre-ISD          |       | 4 min 01 s       |
| 9  | Tom Danielson    | États-Unis | Garmin-Cervélo      |       | 5 min 45 s       |
| 10 | Kevin De Weert   | Belgique   | Quick Step          |       | 6 min 18 s       |

## Classements annexes

### Classement par points
|   | Cycliste           | Pays        | Équipe             | Points |
| - | ------------------ | ----------- | ------------------ | ------ |
| 1 | Mark Cavendish     | Royaume-Uni | HTC-Highroad       | 319    |
| 2 | José Joaquín Rojas | Espagne     | Movistar           | 282    |
| 3 | Philippe Gilbert   | Belgique    | Omega Pharma-Lotto | 248    |

### Classement du meilleur grimpeur
|   | Cycliste        | Pays     | Équipe             | Points |
| - | --------------- | -------- | ------------------ | ------ |
| 1 | Jelle Vanendert | Belgique | Omega Pharma-Lotto | 74     |
| 2 | Samuel Sánchez  | Espagne  | Euskaltel-Euskadi  | 72     |
| 3 | Jérémy Roy      | France   | FDJ                | 45     |

### Classement du meilleur jeune
|   | Cycliste       | Pays     | Équipe   | Temps | Temps            |
| - | -------------- | -------- | -------- | ----- | ---------------- |
| 1 | Rigoberto Urán | Colombie | Sky      | en    | 65 h 32 min 29 s |
| 2 | Rein Taaramäe  | Estonie  | Cofidis  | +     | 1 min 07 s       |
| 3 | Pierre Rolland | France   | Europcar |       | 1 min 25 s       |

### Classement par équipes
|   | Équipe            | Pays       | Temps | Temps             |
| - | ----------------- | ---------- | ----- | ----------------- |
| 1 | Team Leopard-Trek | Luxembourg | en    | 195 h 47 min 43 s |
| 2 | Europcar          | France     | +     | 6 s               |
| 3 | AG2R La Mondiale  | France     |       | 2 min 32 s        |

## Abandon(s)
Aucun abandon.

## À côté de la course
Le jour de l'étape, devant le stade de rugby Yves-du-Manoir, une allée sera baptisée en hommage à Laurent Fignon, coureur cycliste mort en août 2010.